# Bengt Erland Fogelberg

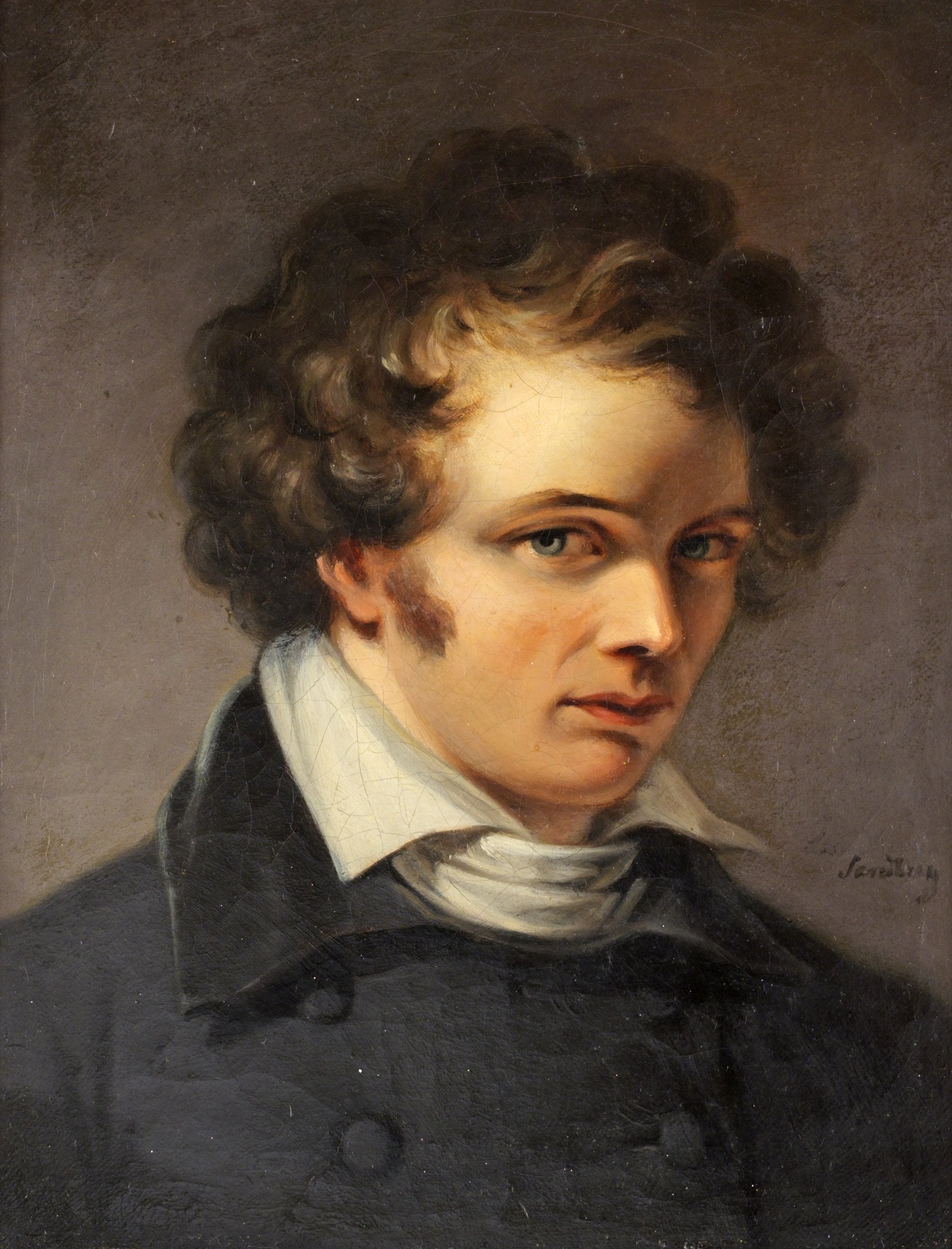
Bengt Erland Fogelberg

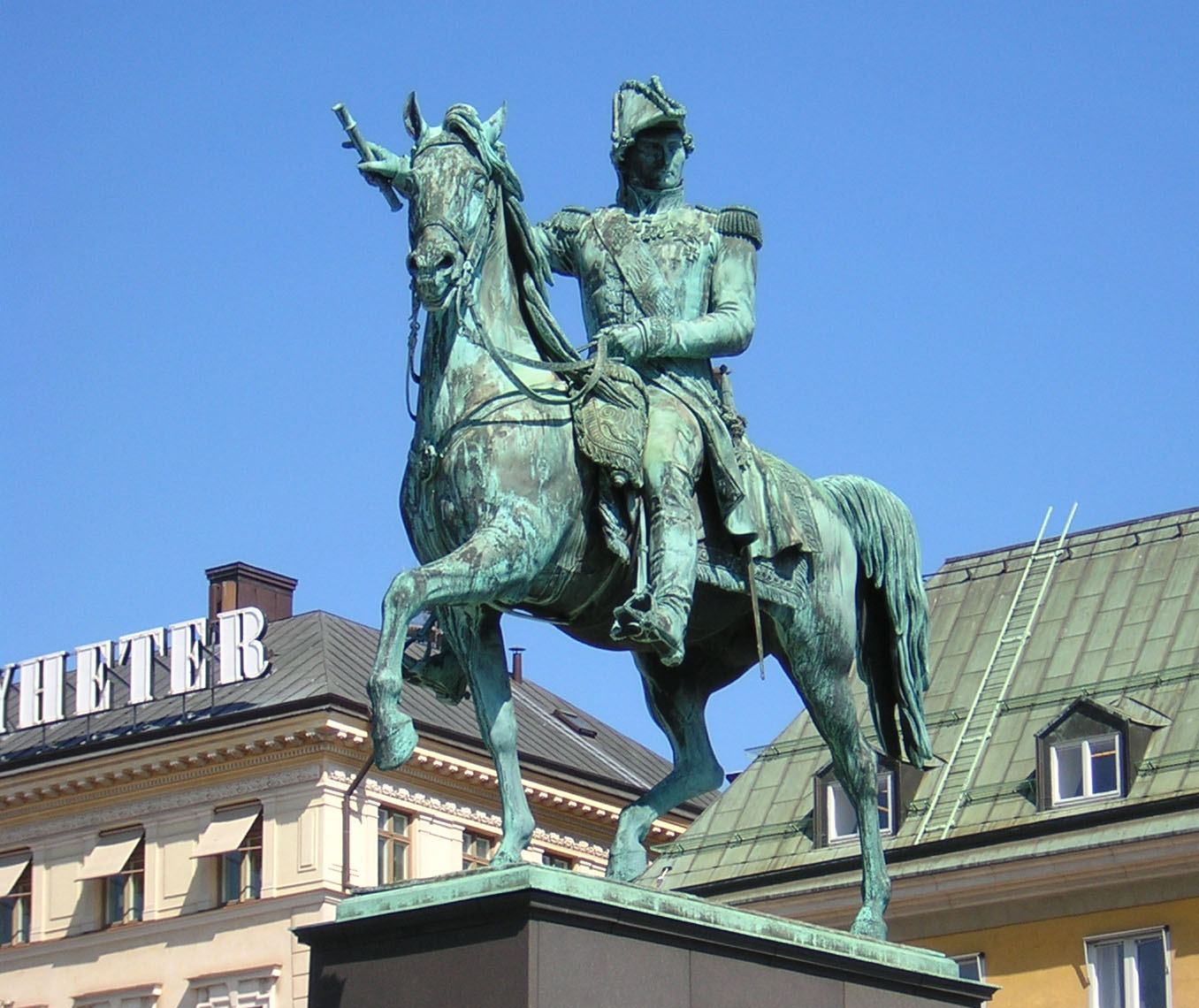
Statua Karola XIV, stworzona przez Fogelberga

Bengt Erland Fogelberg (ur. 8 sierpnia 1786 w Göteborgu, zm. 22 grudnia 1854 w Trieście), rzeźbiarz szwedzki.
Kształcił się w akademii sztokholmskiej, studiując równocześnie historię, archeologię i anatomię. Odbył podróż artystyczne do Paryża i Włoch. Oprócz najcelniejszej pracy "Amor i Psyche" jest autorem prac: "Amor zwyciężający", Wenus z jabłkiem", "Odyn", "Karol XII", i inne.